# Walter Kochner
Walter Kochner (* 27. Februar 1905 in Brüx, Königreich Böhmen; † 13. November 1971 in St. Gallen) war ein Sänger, Regisseur und Schauspieler.

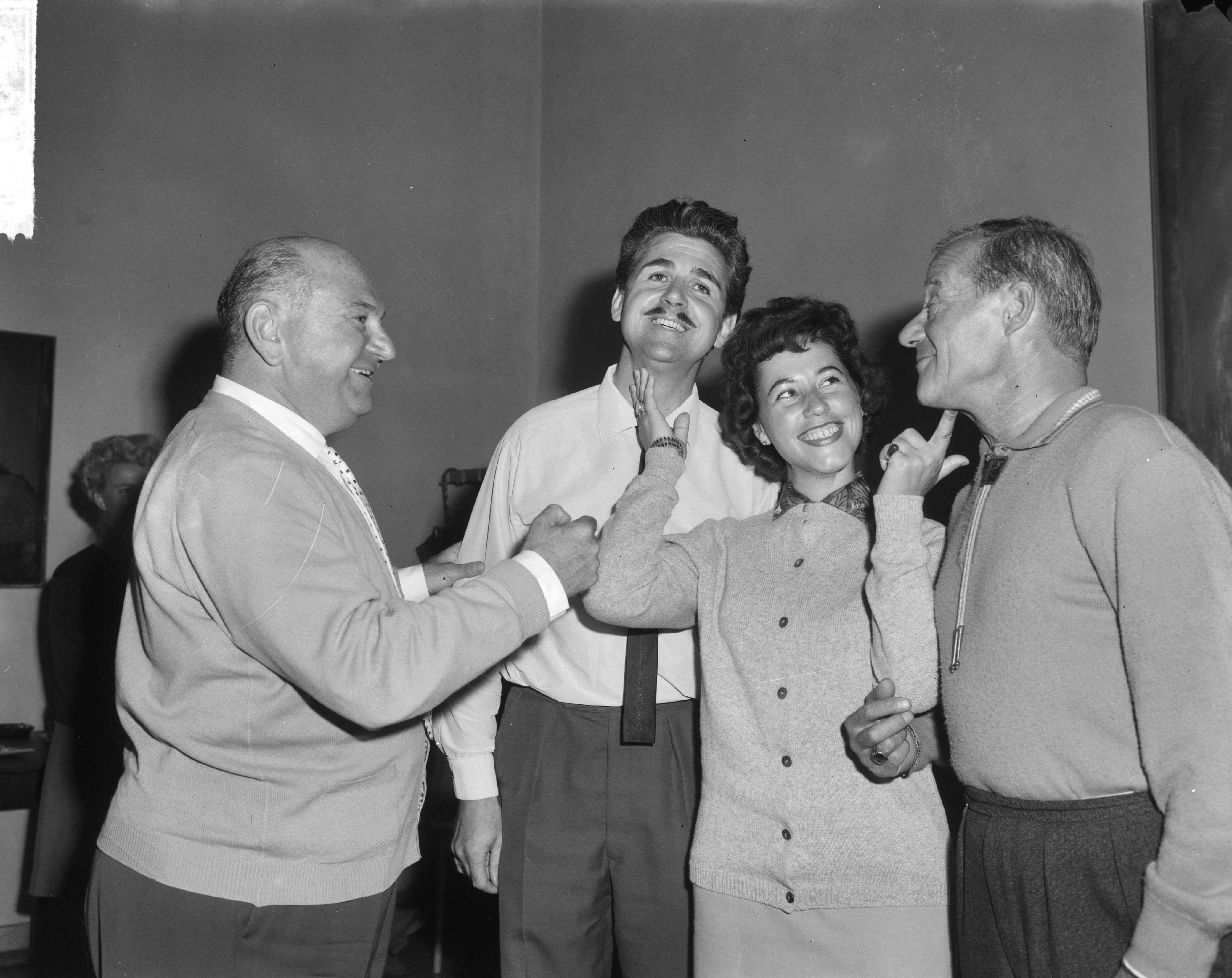
Walter Kochner, links (1963)

## Leben
Walter Kochner machte in Wien und am Konservatorium in Mailand unter Raffaele Grani Gesangsstudien. Er trat 1926 erstmals als Valentin in Gounods Faust am Teatro Dal Verme in Mailand auf. Bald wurde er Operettentenor. Zu den Engagements zählten das Neue Operettentheater Bonn, das Mellini-Theater in Hannover, das Operettentheater Leipzig und das Metropol-Theater (Berlin-Mitte). In Dresden lernte Kochner den österreichischen Opernsänger Richard Tauber kennen. Mit ihm zusammen ging er daraufhin in Europa auf Tournee, wobei er auch als Regisseur tätig wurde. Den neuen Wohnsitz in Wien trat er 1933 an. Dort trat er am Wiener Stadttheater auf. Gastspiele erfolgten in Prag, Amsterdam und Marienbad.
Kochner emigrierte als Jude 1938 in die Schweiz. Dort wirkte er am Städtebundtheater Biel-Solothurn als Regisseur, Sänger und Schauspieler bis 1950. Er inszenierte mehrere Operetten, wobei er oft tragende Rollen selbst spielte. Anschliessend wechselte er als Oberspielleiter von Operetten an das Stadttheater St. Gallen. Ab 1957 inszenierte er auch mehrere Opern. Kochner machte Gastinszenierungen am Theater des Westens in Berlin, an der Hoofdstad Operette in Amsterdam, an den Städtischen Bühnen Freiburg i. Br. und am Nationaltheater Mannheim.
Kochner wirkte auch in Filmen mit. Er war 1963 Regisseur des Films Die schöne Helena.